# Розсоха (притока Нечкінки)
Розсо́ха (рос. Рассоха) — річка в Зав'яловському та Сарапульському районах Удмуртії, Росія, ліва притока Нечкинки.
Річка починається на території колишнього села Бахіли Зав'яловського району. Протікає на південний схід, нижня течія знаходиться на території Сарапульського району. Лівий берег стрімкий, заліснений. Приймає декілька дрібних приток.
На річці розташовані село Чепаниха та колишні Бахіли і Дуванак.